# Wave to Earth
Wave to Earth (웨이브투어스) é uma banda sul-coreana baseada na Coreia do Sul, Seul. O estilo musical da banda pode ser descrito como indie pop com alguma influência de jazz ou de estilos de lo-fi. É formada pelos membros Daniel Kim, Soonjong Cha e Donggyu Shin. O seu primeiro single foi "Wave" lançado em 2019, inicialmente apenas com os membros Daniel Kim e Donggyu Shin. Soonjong Cha juntou-se ao grupo em Janeiro de 2020 com o primeiro EP do grupo, "[Wave 0.01]". Antigamente, o grupo era operado pela empresa sul-coreana POCLANOS dentro da divisória We Are Not 0, mas desde 21 de Novembro de 2021 foi anunciado que passaram a ser dirigidos pela gravadora sul-coreana de R&B/Hip-Hop WAVY, fundada pelo artista Colde. Embora a banda seja de origem sul-coreana, a grande maioria das suas canções são em inglês.

## História
O nome da banda revela o desejo de "se tornarem na nova onda" e expandir o seu próprio universo globalmente. O vocalista e o baterista, Daniel e Donggyu, conheciam-se antes de formar wave to earth e tinham outra banda chamada "The Poles" que Donggyu teve de desistir, devido ao facto de que tinha de estudar para exames da faculdade. Mais tarde, quando Donggyu acabou os seus estudos, os dois amigos fundaram a banda e, há medida que trabalhavam nos seus álbuns, procuravam um tocador de baixo para substituir Daniel. Também incluem um saxofonista, Jeonmin, e um pianista, Junggeun Jo, em apresentações ao vivo. Os membros estão também encarregados de compor e escrever todas as canções do grupo, até por vezes Daniel ajudava a escolher a roupa do grupo.
As suas canções são sobre natureza, amor e vida, e os membros revelaram que querem transmitir calma e conforto aos fãs que as ouvem. Uma das suas canções mais populares é "Light", lançada em 2019, que foi o primeiro single que lançaram depois da sua estreia com "Wave". Em 2020 gravaram o seu primeiro EP em janeiro, intitulado de "wave 0.01" e também lançaram o seu terceiro single "surf", em julho do mesmo ano. Continuaram ativos em 2020, apresentando o seu segundo EP em outubro, "summer flows 0.02", que inclui outra canção mais apreciada por fãs "Seasons", e o quarto single "pueblo" no final do ano. Em 2021 apenas lançaram um single "nouvelle vague" e em 2022 os seus sexto e sétimo singles, "calla" e "dried flower". Mais recentemente, em 2023, finalmente lançaram o seu álbum de estúdio completo " 0.1 flaws and all"  e para o promover foram tocar este álbum em festivais á volta do mundo como na Tailândia, Indonésia, Filipinas, e claro na Coreia do Sul em concertos como no Incheon Pentaport Rock Festival, onde já tocaram os Foo Fighters e Muse, ou no Seoul Jazz Festival. Também organizaram uma tour na América do Norte em Setembro de 2023, que se encontra atualmente esgotada.

## Discografia

### Álbuns de estúdio
- 0.1 Flaws and All (2023)

### EPS
- Wave 0.01 (2020)
- Summer Flows 0.02 (2020)

### Singles
- Daisy. (2015)
- Wave (2019)
- Light (2019)
- Surf. (2020)
- Pueblo (2020)
- Nouvelle Vague (2021)
- Calla (2022)
- Dried Flower (2022)

### Colaborações
- Jeon Jin Hee - 여름밤에 우리 summer, night (Feat. wave to earth) (2021)
- APRO - To us (Feat. wave to earth, WAVY) (2022)

## Inspirações
Os membros foram inspirados por vários artistas para chegar à música que produzem hoje em dia, tais como, Radiohead, Jeff Buckley, Nick Hakim, Garry Clark Jr, Ryuichi Sakamoto, Unknown Mortal Orchestra e The 1975.